# Јошкар Ола
Јошкар Ола (рус. Йошкар-Ола) град је у Русији у републици Мариј Ел и главни је град те области. По подацима из 2010. године у граду је живело 289.500 становника.
Овде се налази Музеј гулага.

## Географија
Површина града износи 100,39 km².—101,8

### Клима
| Клима Јошкар Оле                       | Клима Јошкар Оле | Клима Јошкар Оле | Клима Јошкар Оле | Клима Јошкар Оле | Клима Јошкар Оле | Клима Јошкар Оле | Клима Јошкар Оле | Клима Јошкар Оле | Клима Јошкар Оле | Клима Јошкар Оле | Клима Јошкар Оле | Клима Јошкар Оле | Клима Јошкар Оле |
| Показатељ \ Месец                      | .Јан.            | .Феб.            | .Мар.            | .Апр.            | .Мај.            | .Јун.            | .Јул.            | .Авг.            | .Сеп.            | .Окт.            | .Нов.            | .Дец.            | .Год.            |
| -------------------------------------- | ---------------- | ---------------- | ---------------- | ---------------- | ---------------- | ---------------- | ---------------- | ---------------- | ---------------- | ---------------- | ---------------- | ---------------- | ---------------- |
| Средњи максимум, °C (°F)               | −9,9 (14,2)      | −7,5 (18,5)      | −0,6 (30,9)      | 9,4 (48,9)       | 18,4 (65,1)      | 22,6 (72,7)      | 24,5 (76,1)      | 22,4 (72,3)      | 15,6 (60,1)      | 6,3 (43,3)       | −1,2 (29,8)      | −5,9 (21,4)      | 7,8 (46)         |
| Просек, °C (°F)                        | −13,9 (7)        | −12,1 (10,2)     | −5,4 (22,3)      | 4,6 (40,3)       | 12,2 (54)        | 16,5 (61,7)      | 18,7 (65,7)      | 16,5 (61,7)      | 10,8 (51,4)      | 3,2 (37,8)       | −3,8 (25,2)      | −9,2 (15,4)      | 3,2 (37,8)       |
| Средњи минимум, °C (°F)                | −17,9 (−0,2)     | −16,6 (2,1)      | −10,1 (13,8)     | −0,3 (31,5)      | 6,0 (42,8)       | 10,3 (50,5)      | 12,8 (55)        | 10,6 (51,1)      | 6,0 (42,8)       | 0,0 (32)         | −6,3 (20,7)      | −12,5 (9,5)      | −1,5 (29,3)      |
| Количина падавина, mm (in)             | 32 (12,6)        | 25 (9,8)         | 24 (9,4)         | 34 (13,4)        | 40 (15,7)        | 61 (24)          | 82 (32,3)        | 60 (23,6)        | 54 (21,3)        | 53 (20,9)        | 46 (18,1)        | 37 (14,6)        | 548 (215,7)      |
| Извор: Хидрометеоролошки центар Русије |                  |                  |                  |                  |                  |                  |                  |                  |                  |                  |                  |                  |                  |

## Становништво
Према прелиминарним подацима са пописа, у граду је 2010. живело 248.688 становника, 8.031 (3,13%) мање него 2002.
| 1939.  | 1959.  | 1970.   | 1979.   | 1989.   | 2002.   | 2010.   |
| ------ | ------ | ------- | ------- | ------- | ------- | ------- |
| 27.129 | 88.744 | 166.073 | 201.371 | 241.601 | 256.719 | 248.782 |

## Градови побратими
- Сомбатхељ
- Бурж
- Принстон